# Вроблевский, Анджей
Анджей Каэтан Вроблевский (Врублевский) (пол. Andrzej Kajetan Wróblewski; 7 августа 1933, Варшава) — польский физик, педагог, профессор, доктор наук, ректор Варшавского университета (1989—1993), действительный член и вице-президент Польской академии знаний, действительный член Польской академии наук (с 1976).

## Биография
В 1955 окончил Варшавский университет. Работает в отделении частиц и фундаментальных взаимодействий института экспериментальной физики физического факультета Варшавского университета. В 1986—1989 годах — декан физического факультета Варшавского университета. В 1989—1993 — ректор Варшавского университета.
Член Варшавского научного общества, Польского физического общества и Польского астрономического общества.

## Научная деятельность
Сфера научных интересов — физика элементарных частиц (физика высоких энергий) и история физики.
Исследует процессы формирования адронов, им установлена связь между средней кратностью формирования частиц и дисперсией их распада.
Занимается также историей и методологией физики.

## Избранные труды
- Prawda i mity w fizyce, 1982;
- Historia fizyki, 2007.

Соавтор учебника «Введение в физику» (Wstęp do fizyki, т. 1, 1976, т. 2, 1989—1991).

## Награды и звания
- Медаль Мариана Смолуховского
- Премия им. Марии Склодовской-Кюри
- Доктор Honoris causa Зигенского университета (1980)
- Доктор Honoris causa Чапманского университета (1990)
- Доктор Honoris causa университета Глазго (1992)
- Доктор Honoris causa Варшавского политехнического университета (2011).